# General Roca (ort i Córdoba)
General Roca är en ort i Argentina.   Den ligger i provinsen Córdoba, i den centrala delen av landet, 400 km nordväst om huvudstaden Buenos Aires. General Roca ligger 90 meter över havet och antalet invånare är 2 597.
Terrängen runt General Roca är mycket platt. Närmaste större samhälle är Marcos Juárez, 18,2 km väster om General Roca.
Trakten runt General Roca består till största delen av jordbruksmark. Runt General Roca är det glesbefolkat, med 10 invånare per kvadratkilometer.